# Oxy-18
Oxy-18 (18
O) là một đồng vị bền của oxy và là một trong số các đồng vị môi trường.
18
O là một tiền chất quan trọng trong việc sản xuất fluorodeoxyglucose (FDG) được sử dụng trong chụp cắt lớp phát xạ positron (PET). Nhìn chung, trong công nghiệp dược phẩm xạ, nước được làm giàu (H
218
O) bị bắn phá bởi các ion hydro trong cyclotron hoặc máy gia tốc tuyến tính, tạo ra fluor-18. Chất này sau đó được tổng hợp thành FDG và được tiêm cho bệnh nhân. Nó cũng có thể được để làm nước siêu nặng khi kết hợp với triti: 3
H
218
O hay T
218
O. Hợp chất này có tỷ trọng lớn hơn nước tự nhiên khoảng 30%

## Cổ khí hậu
Trong các lõi băng, chủ yếu ở bắc cực và nam cực, tỉ lệ O-18/O-16 (δ18
O) có thể được sử dụng để xác định nhiệt độ lắng đọng theo thời gian. Giả thiết rằng hoàn lưu và cao độ khí quyển không đổi đáng kể ở hai cực, nhiệt độ thành tạo băng có thể được tính theo cân bằng phân đoạn equilibrium fractionation giữa các pha của nước trong những điều kiện nhiệt độ khác nhau. Phân tử nước cũng có thể là đối tượng của phân đoạn Rayleigh khi nước khí quyển chuyển động từ xích đạo về phía cực tạo ra sự tụt giảm liên tục O-18, hay giá trị δ18
O thấp hơn. Trong thập niên 1950. Harold Urey đã tiến hành thí nghiệm trộn lẫn nước bình thường và nước có oxy 18 trong một thùng, sau đó đóng băng một phần của thùng.

Tỉ lệ O-18/O-16 (δ18
O) có thể được sử dụng để xác định bằng cổ nhiệt kết đối với một số loại hóa thạch nhất định. Các hóa thạch thể hiện sự phát triển diễn tiến trong động-thực vật có mặt oxy này. Vật liệu hóa thạch được sử dụng thường là canxit hay aragonit, tuy nhiên cổ nhiệt kế đồng vị oxy cũng được thực hiện đối với các hóa thạch phosphat sử dụng SHRIMP.  Ví dụ, những biến động nhiệt độ theo mùa có thể được xác định từ những vỏ sò biển của scallop. Khi scallop phát triển, sự lớn dần có thể thấy được trên bề mặt vỏ sò. Mỗi sọc có thể được đo đạc và việc tính toán dùng để xác định nhiệt độ nước biển có thể xảy ra so với sự phát triển của nó. Phương trình như sau:
{\displaystyle T=A+B\cdot \left(\left(\delta {}^{18}{\text{O}}\right){\text{calcite}}-\left(\delta {}^{18}{\text{O}}\right){\text{water}}\right)}
Với T là nhiệt độ tính bằ độ C, và A và B là các hằng số.
Để xác định nhiệt độ đại dương theo thời gian địa chất, hàng hoạt hóa thách của cùng một loài trong nhiều lớp địa tầng khác nhau được đo đạc, và sự khác biệt giữa chúng có thể chỉ ra những thay đổi trong thời gian dài.

## Cung cấp
Có hai sự gián đoạn cung cấp O-18 trong thập niên 1990, lần đầu từ cuối năm 1990 đến 1991, và lần thứ hai năm 1998.